# Chiloglanis reticulatus
Chiloglanis reticulatus е вид лъчеперка от семейство Mochokidae.

## Разпространение
Видът е разпространен в Демократична република Конго и Камерун.